# Nanorana kangxianensis
Espèce
Nanorana kangxianensis est une espèce d'amphibiens de la famille des Dicroglossidae.

## Répartition
Cette espèce est endémique de la province du Gansu en Chine. Elle se rencontre vers 1 600 m d'altitude dans l'ouest des monts Qinling.

## Description
Nanorana kangxianensis mesure entre 56 et 87,5 mm pour les mâles et entre 54,5 et 101 mm pour les femelles. Son dos, ses flancs et sa tête sont jaune citron avec des taches brun foncé. Sa face ventrale est blanc grisâtre avec de petits points gris sur sa gorge et sa poitrine.
Les adultes se rencontrent fréquemment sous les cailloux dans l'eau des ruisseaux. Les têtards pourraient mettre deux à trois ans avant de se métamorphoser.

## Étymologie
Son nom d'espèce, composé de kangxian et du suffixe latin -ensis, « qui vit dans, qui habite », lui a été donné en référence au lieu de sa découverte, le xian de Kang au Gansu.

## Publication originale
- Yang, Wang, Hu & Jiang, 2011 : A new species of the genus Feirana (Amphibia: Anura: Dicroglossidae) from the western Qinling Mountains of China. Asian Herpetological Research, vol. 2, p. 72-86.